# Pablo Riccheri
Pablo Riccheri (San Lorenzo, 8 agosto 1859 – Buenos Aires, 29 luglio 1936) è stato un militare argentino.

## Biografia
Figlio d'immigrati liguri di Sestri Levante, Riccheri entrò nel Colegio Militar de la Nación nel 1873 e ne uscì cinque anni più tardi. Nel 1874 partecipò alla repressione dei moti insurrezionali seguiti alla vittoria alle elezioni presidenziali di Nicolás Avellaneda.
Tra il 1883 e il 1886 Ricchieri studiò al École de guerre di Bruxelles. Tornato in Argentina nel 1886, prestò servizio nello Stato Maggiore. Tra il 1887 ed il 1889 fu assegnato alla legazione militare argentina in Germania e in Francia. Promosso tenente colonnello nel 1890, fu nominato direttore della Commissione Armamenti in Europa, incarico che prevedeva l'acquisizione di nuovi armamenti in sostituzione di quelli esistenti all'epoca nell'Esercito argentino. Tra il 1890 e il 1898 Ricchieri compì quindi numerosi viaggi in Europa per acquistare armi. Tra i nuovi armamenti introdotti da Riccheri spicca l'acquisto del fucile Mauser modello Argentino del 1891, con importanti innovazioni progettate dallo stesso Riccheri e dai membri della Commissione. Tornato in Argentina, fu nominato Direttore Generale degli Arsenali con il grado di colonnello. Nel 1900 fu nominato ministro della Guerra dal presidente Julio Argentino Roca.
Durante il suo mandato Riccheri attuò una serie di importanti riforme volte a modernizzare e professionalizzare l'esercito argentino. Nel 1901 approvò la Legge 4301 (nota come Legge Ricchieri), che istituiva il servizio militare obbligatorio. Inoltre divise l'Argentina in sette distretti militari, istituì il giuramento alla Bandiera, acquisì le aree di Campo de Mayo, Gral. Belgrano, Campo General Paz, Los Andes e Paracao per le manovre e l'addestramento; riorganizzò e rinnovò i quadri degli ufficiali, aumentò il numero dei Reggimenti per arma; organizzò brigate miste, rifondò il Reggimento dei Granatieri a Cavallo per la scorta del Presidente della Repubblica, creò scuole specifiche per le diverse armi e riorganizzò il Ministero della Guerra e la Scuola Militare di Guerra. Nel maggio 1904, durante la cerimonia di giuramento dei coscritti della classe 1882, il presidente Roca promosse Riccheri al grado di generale di brigata. Una volta concluso il mandato, il 12 ottobre 1904 Riccheri fu nominato Direttore della Scuola Militare di Artiglieria e Genio fino al 30 dicembre dello stesso anno.
Nell'ottobre 1905 fu nominato Capo della Seconda Regione Militare, con sede a Bahía Blanca, fino al settembre 1907. Nel 1910 fu nominato Presidente del Tribunale di Classificazione dei Servizi Militari e promosso generale di divisione. Nel 1912 fu nominato Presidente del Consiglio Permanente di Guerra per i Capi e gli Ufficiali fino al 1915, quando fu incaricato di seguire le operazioni della prima guerra mondiale in Europa, incarico che non riuscì però a svolgere a causa delle sue condizioni personali e di salute. Ricoprì inoltre la carica di Presidente del Circolo militare tra il 1913-15 e 1915-17. Il 7 agosto 1922 si congedò con il grado di tenente generale.
Morì nell'ospedale militare di Buenos Aires a causa di una broncopolmonite. Fu seppellito nel cimitero della Recoleta, nella capitale argentina.

## Omaggi
L'autostrada che collega Buenos Aires con l'aeroporto internazionale di Ezeiza è intitolata Riccheri, così come una strada nel quartiere di Núñez e una piazza, entrambe nella suddetta città. Varie strade, piazze e scuole sono state intitolate in varie parti dell'Argentina.